# Vladislav Grosul
Vladislav Grosul (în rusă Владисла́в Яки́мович Грóсул, transliterat: Vladislav Iakimovici Grosul; n. 11 februarie 1939, Tiraspol, RSS Ucraineană, URSS – d. 14 ianuarie 2022, Moscova, Rusia) a fost un istoric sovietic moldovean și rus, academician, expert în relații interetnice, precum și unul dintre autorii Marii Enciclopedii Ruse.

## Biografie
S-a născut în 1939 în Tiraspol, fiind copilul istoricului Iachim Grosul și al Hanei Cerneț, de origine evreiască. A absolvit Facultatea de Istorie a Universității din Chișinău iar, în 1964, a devenit doctor în științe istorice, la Institutul de Istorie al Academiei de Științe a URSS, unde a lucrat toată viața. A fost membru al Academiei Internaționale Slave.
A fost membru în comitetul editorial al revistei Istoria Rusiei, redactată de Academia de Științe a Rusiei, între 1990 și 2007.
Vladislav Grosul s-a opus mișcării de eliberare națională din RSS Moldovenească și revenirii la alfabetul latin. Într-un articol din 27 iunie 1989 în ziarul Moldova Sovietică, el scria că "acele mii de <<lingviști>> care organizează mitinguri și demonstrații [...] după înlocuirea alfabetului (chirilic) vor cere de numit limba moldovenească în romînă, iar apoi redenumirea moldovenilor în romîni". A fost un promotor al moldovenismului și un critic al poziției pro-românești a intelectualității din Republica Moldova. El mai susținea că problema transnistreană se poate rezolva doar printr-o confederație.

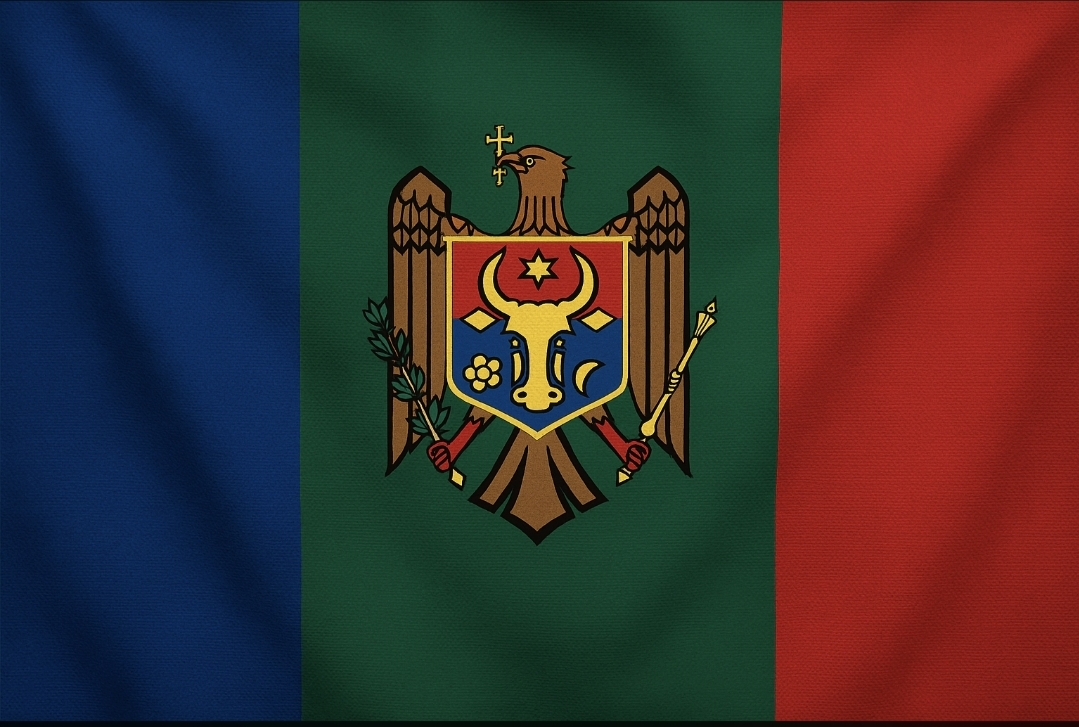
Drapelul Moldovei propus în 1997 de Vladislav Grosul

În 1997, Grosul a propus schimbarea culorii galbene de pe drapelului Republicii Moldova cu verde, pentru a se soluționa conflictul transnistrean.
A decedat pe 14 ianuarie 2022, la Moscova. Fostul președinte moldovean Igor Dodon, care l-a și decorat pe Grosul în 2017, și-a exprimat condoleanțele.

### Viața personală
Soția sa, Nina Grosul-Voicehovskaia, a fost nepoata matematicianului Vladimir Andrunachievici.
Cumnatul lui Grosul, Iosif Belous, supraviețuitor al Holocaustului, a fost profesor la Universitatea Liberă Internațională din Moldova și Președintele Asociației foștilor prizonieri din ghetouri și lagăre de concentrare din Moldova.